# 新北市區公車701路線
新北市區701路線由臺北客運營運，起點為迴龍，終點為捷運西門站。

## 簡介
- 2005年7月獲配1輛HINO新櫻花車(之後轉調至241線)。
- 2006年5月31日不再繞駛板橋公車站(捷運板橋站)，直行板橋文化路。
- 2006年7月15日分段緩衝區擴大為北門街-捷運龍山寺站，並改為兩段票收費。
- 2008年5月1日，原701副線路線，改號為843路線（樹林－捷運府中站）。
- 2010年1月獲配13輛HINO新車。
- 2013年7月1日轉於新北市公車路線(原臺北市公車701路線)。[1]
- 2017年11月獲配9輛HINO低地板新車。
- 2019年3月獲配7輛HINO低地板新車。
- 2019年9月9日起調整路線，調整前為樹新路－俊英街，調整後為樹新路－新樹路－大安路－俊英街，撤銷俊英街站位，新增圳福里、許厝、大安變電所(大安路)站位[2]
- 2025年3月1日起「育英街口」站位更名為「育英街口(天主堂)」[3]
- 2025年6月9日起「海明寺」站位更名為「中山備前街口」[4]
- 2025年6月16日起「北門街」站位更名為「北門街(黃石市場)」[5]

## 歷史車輛照片集

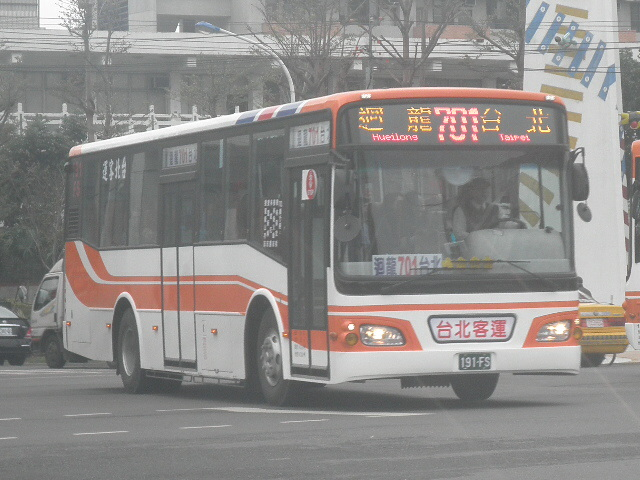
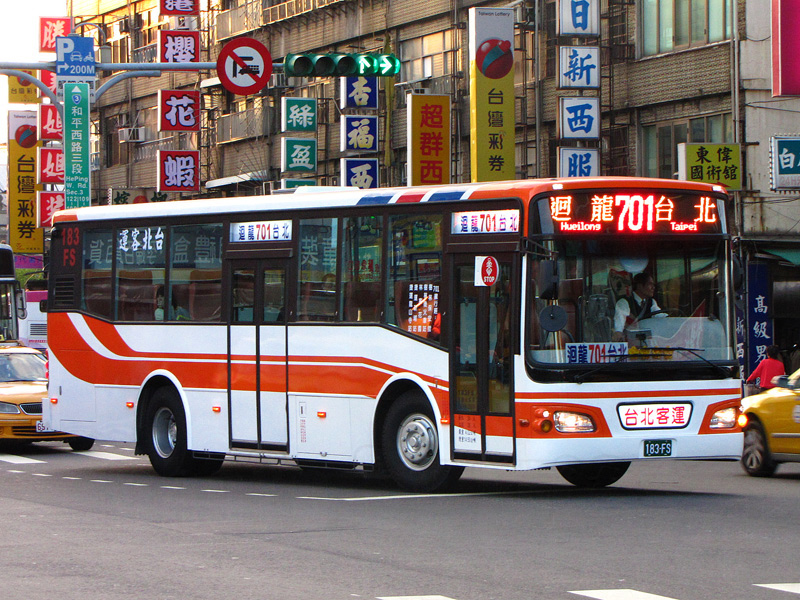

## 外部連結
- 臺北客運 （页面存档备份，存于）
- 大臺北公車701
- 暢行台北公車客運資訊站的Facebook專頁